# تاو نهنگ ئی
تاو نهنگ ئی (انگلیسی: Tau Ceti e) یک سیاره فراخورشیدی است که به دور تاو نهنگ می‌گردد که توسط تجزیه و تحلیل‌های آماری داده‌های مربوط به تغییرات سرعت شعاعی ستاره شناسایی شد که با استفاده از تلسکوپ کک، AAPS و هارپس ثبت بودند. این سیاره مطابق داده‌های جدید سال ۲۰۱۷ در فاصله ۰٫۵۵۲ واحد نجومی (در مقام مقایسه؛ جایی میان مدارهای زهره و عطارد در منظومه شمسی) با دوره مداری ۱۶۸ روز می‌چرخد و حداقل جرم آن ۳٫۹۳ برابر جرم زمین است. اگر تاو نهنگ ئی دارای جوی شبیه زمین باشد، دمای سطح آن حدود ۶۸ درجه سانتیگراد (۱۵۴ درجه فارنهایت) خواهد بود. بر پایه پژوهش‌های انجام شده توسط گودل و همکارانش در سال ۲۰۱۴ گمان می‌رود که این سیاره در درون مرز داخلی کمربند حیات قرار داشته باشد و شرایطی شبیه به زهره دارد.